# Nelo
Manuel António Couto Guimarães, plus communément appelé Nelo, est un footballeur portugais né le 25 août 1967 à Porto. Il évoluait au poste d'arrière gauche.

## Biographie

### En club
Nelo joue durant toute sa carrière au Portugal,.
Il évolue notamment avec les clubs du Boavista, du Sporting Farense, du Benfica Lisbonne, et du Rio Ave.
Il dispute un total de 237 matchs en première division portugaise, inscrivant neuf buts. Il remporte deux Coupes du Portugal avec Boavista.
Au sein des compétitions continentales européennes, il dispute sept matchs en Ligue des champions, 14 en Coupe de l'UEFA, et trois en Coupe des coupes. Avec le Benfica, il dispute les quarts de finale de la Ligue des champions en 1995, avec une rencontre jouée face au Milan AC. Avec Bosvista, il est quart de finaliste de la Coupe de l'UEFA en 1994.

### En équipe nationale
International portugais, il reçoit 11 sélections en équipe du Portugal entre 1990 et 1995, pour aucun but marqué ,.
Il joue son premier match en équipe nationale le 17 octobre 1990 contre les Pays-Bas, dans le cadre des qualifications de l'Euro 1992 (victoire 1-0 à Porto). 
Il dispute aussi un match pour les qualifications de l'Euro 1996. 
Son dernier match a lieu le 22 février 1995, en amical contre les Pays-Bas (victoire 1-0 à Eindhoven).

## Palmarès
Avec Boavista :
- Vainqueur de la Coupe du Portugal en 1992 et 1997
- Finaliste de la Coupe du Portugal en 1993
- Vainqueur de la Supercoupe du Portugal en 1992

Avec le SC Farense :
- Finaliste de la Coupe du Portugal en 1990

Avec le Portugal :
- Vainqueur de la SkyDome Cup